# Highland Football League 2014–15
Highland Football League 2014–15 khởi tranh từ ngày 2 tháng 8 năm 2014. Vì sự giới thiệu của các trận đấu play-off thăng hạng cuối mùa giải, tất cả các trận đấu liên quan đến danh hiệu hoặc liên quan đội vô địch phải được hoàn tất trước ngày 18 tháng 4 năm 2015, mặc dù các trận đấu khác vẫn có thể diễn ra sau ngày đó. Trận đấu cuối cùng của mùa giải được diễn ra ngày 9 tháng 5 năm 2015.
Đương kim vô địch Brora Rangers bảo vệ thành công chức vô địch thứ 2 liên tiếp vào ngày 28 tháng 3 năm 2015 với chiến thắng 2–1 trước kình địch Turriff United F.C. trên sân The Haughs và tiếp tục kết thúc mùa giải mà không thua một trận nào, là đội đầu tiên đạt được kì tích này kể từ đội Caledonian mùa giải 1982-83. Họ cũng tạo ra các kỉ lục Highland League mới với số bàn thắng ghi được nhiều nhất (134) và ít bàn thua nhất (13), giữ sạch lưới 23 trong 34 trận thi đấu.
Bắt đầu từ mùa giải này, đội vô địch giải đấu sẽ đấu play-off với đội vô địch Lowland Football League (hoặc các đội hợp lệ khác từ ngoài SPFL mà được đề cử bởi Hiệp hội bóng đá Scotland), với đội chiến thắng sẽ thi đấu với đội xếp thứ 10 và cuối bảng của Scottish League Two trong trận đấu play-off lên xuống hạng để quyết định đội tham dự League Two 2015–16. Trong trận play-off, Brora Rangers thắng sát nút đội vô địch Lowland League Edinburgh City nhưng thua trong trận chung kết playoff trước đội bóng League Two Montrose, và vì vậy sẽ ở lại thi đấu tại Highland League mùa giải 2015–16.

## Bảng xếp hạng
| XH | Đội                  | Tr | T  | H | T  | BT  | BB  | HS   | Đ   |                               |
| -- | -------------------- | -- | -- | - | -- | --- | --- | ---- | --- | ----------------------------- |
| 1  | Brora Rangers (C)    | 34 | 30 | 4 | 0  | 134 | 13  | +121 | 94  | Scottish League Two play-offs |
| 2  | Turriff United       | 34 | 27 | 2 | 5  | 90  | 40  | +50  | 801 |                               |
| 3  | Cove Rangers         | 34 | 22 | 7 | 5  | 103 | 40  | +63  | 73  |                               |
| 4  | Wick Academy         | 34 | 23 | 3 | 8  | 94  | 43  | +51  | 72  |                               |
| 5  | Fraserburgh          | 34 | 19 | 8 | 7  | 91  | 48  | +43  | 65  |                               |
| 6  | Formartine United    | 34 | 19 | 7 | 8  | 85  | 59  | +26  | 64  |                               |
| 7  | Inverurie Loco Works | 34 | 20 | 3 | 11 | 93  | 51  | +42  | 63  |                               |
| 8  | Nairn County         | 34 | 18 | 3 | 13 | 88  | 43  | +45  | 57  |                               |
| 9  | Forres Mechanics     | 34 | 18 | 3 | 13 | 71  | 59  | +12  | 57  |                               |
| 10 | Buckie Thistle       | 34 | 15 | 5 | 14 | 71  | 66  | +5   | 50  |                               |
| 11 | Clachnacuddin        | 34 | 14 | 3 | 17 | 63  | 74  | −11  | 45  |                               |
| 12 | Deveronvale          | 34 | 9  | 9 | 16 | 53  | 82  | −29  | 36  |                               |
| 13 | Fort William         | 34 | 8  | 3 | 23 | 52  | 98  | −46  | 27  |                               |
| 14 | Keith                | 34 | 7  | 3 | 24 | 42  | 97  | −55  | 24  |                               |
| 15 | Lossiemouth          | 34 | 7  | 2 | 25 | 50  | 105 | −55  | 23  |                               |
| 16 | Huntly               | 34 | 5  | 5 | 24 | 37  | 100 | −63  | 20  |                               |
| 17 | Strathspey Thistle   | 34 | 3  | 5 | 26 | 36  | 125 | −89  | 14  |                               |
| 18 | Rothes               | 34 | 2  | 5 | 27 | 32  | 142 | −110 | 11  |                               |

Cập nhật đến ngày 2 tháng 5 năm 2015
Nguồn: Highland Football League
Quy tắc xếp hạng: 1. Điểm; 2. Hiệu số bàn thắng; 3. Số bàn thắng.
(VĐ) = Vô địch; (XH) = Xuống hạng; (LH) = Lên hạng; (O) = Thắng trận Play-off; (A) = Lọt vào vòng sau. 
Chỉ được áp dụng khi mùa giải chưa kết thúc: 
(Q) = Lọt vào vòng đấu cụ thể của giải đấu đã nêu; (TQ) = Giành vé dự giải đấu, nhưng chưa tới vòng đấu đã nêu.

^  Turriff United bị trừ 3 điểm vì đưa vào sân một cầu thủ không hợp lệ.

## Kết quả
| S.nhà ╲ S.khách      | BROR | BUCK | CLAC | COVE | DEVE | FORM | FORR | FORT | FRAS | HUNT | LOCO | KEITH | LOSS | NAIRN | ROTH | STRA | TURR | WICK |
| Brora Rangers        |      | 5–1  | 2–0  | 1–1  | 7–0  | 1–1  | 3–0  | 6–0  | 1–1  | 6–0  | 1–0  | 2–0   | 7–0  | 3–0   | 6–0  | 4–0  | 8–0  | 2–1  |
| Buckie Thistle       | 1–4  |      | 4–1  | 1–5  | 1–1  | 2–3  | 2–0  | 1–2  | 2–2  | 2–0  | 0–2  | 4–0   | 2–4  | 2–0   | 1–0  | 2–2  | 0–3  | 1–3  |
| Clachnacuddin        | 0–5  | 1–6  |      | 1–1  | 1–1  | 0–3  | 1–0  | 1–2  | 1–2  | 3–2  | 1–0  | 4–2   | 5–1  | 0–2   | 3–0  | 2–0  | 2–0  | 0–2  |
| Cove Rangers         | 1–1  | 3–1  | 6–0  |      | 3–0  | 2–3  | 3–1  | 4–0  | 2–2  | 4–1  | 3–2  | 3–0   | 6–0  | 3–2   | 2–0  | 4–0  | 3–4  | 1–3  |
| Deveronvale          | 0–5  | 0–4  | 3–3  | 0–6  |      | 2–2  | 0–2  | 2–0  | 1–0  | 0–0  | 0–2  | 5–3   | 4–1  | 1–7   | 3–1  | 6–3  | 1–2  | 0–1  |
| Formartine United    | 0–5  | 6–5  | 4–2  | 3–0  | 2–2  |      | 0–2  | 3–1  | 1–1  | 2–3  | 2–3  | 7–1   | 4–2  | 4–3   | 4–1  | 4–2  | 1–2  | 0–2  |
| Forres Mechanics     | 0–4  | 5–0  | 5–2  | 2–2  | 2–1  | 1–1  |      | 4–1  | 1–1  | 6–0  | 2–1  | 3–4   | 3–2  | 0–3   | 6–2  | 2–1  | 0–2  | 1–3  |
| Fort William         | 2–6  | 1–2  | 2–3  | 1–4  | 4–3  | 1–2  | 0–3  |      | 2–3  | 3–3  | 0–6  | 2–0   | 4–3  | 1–3   | 4–4  | 1–2  | 1–5  | 3–2  |
| Fraserburgh          | 2–3  | 2–2  | 4–2  | 1–3  | 6–1  | 3–0  | 1–2  | 3–0  |      | 4–2  | 1–3  | 4–1   | 1–0  | 2–1   | 7–0  | 5–4  | 2–1  | 2–2  |
| Huntly               | 0–8  | 1–0  | 1–2  | 1–4  | 2–3  | 0–6  | 1–2  | 0–4  | 0–4  |      | 2–3  | 1–1   | 2–5  | 1–3   | 5–2  | 2–0  | 0–1  | 0–2  |
| Inverurie Loco Works | 0–5  | 1–2  | 2–0  | 4–5  | 2–4  | 2–3  | 4–1  | 3–0  | 0–0  | 2–0  |      | 3–0   | 3–1  | 1–1   | 3–2  | 3–2  | 1–3  | 2–3  |
| Keith                | 0–3  | 2–5  | 2–3  | 0–4  | 0–0  | 0–1  | 1–3  | 1–0  | 0–4  | 3–2  | 1–3  |       | 1–0  | 1–3   | 5–1  | 2–3  | 2–7  | 2–3  |
| Lossiemouth          | 1–5  | 1–2  | 1–4  | 0–2  | 1–1  | 2–2  | 1–2  | 2–1  | 5–6  | 0–2  | 0–7  | 1–3   |      | 2–1   | 2–0  | 2–1  | 1–5  | 0–2  |
| Nairn County         | 0–3  | 1–2  | 3–1  | 1–1  | 4–0  | 0–1  | 1–2  | 4–0  | 1–2  | 5–0  | 2–3  | 6–1   | 5–2  |       | 7–1  | 3–0  | 4–0  | 0–0  |
| Rothes               | 0–2  | 1–3  | 0–6  | 0–5  | 1–1  | 2–2  | 5–2  | 0–4  | 0–8  | 2–2  | 0–7  | 0–2   | 3–2  | 0–9   |      | 1–1  | 1–4  | 0–7  |
| Strathspey Thistle   | 0–7  | 0–6  | 1–6  | 1–6  | 0–5  | 1–5  | 0–3  | 3–3  | 0–3  | 1–1  | 0–8  | 0–0   | 2–5  | 1–2   | 3–1  |      | 0–4  | 2–9  |
| Turriff United       | 1–2  | 2–2  | 2–0  | 2–0  | 1–0  | 2–1  | 2–0  | 4–2  | 1–0  | 3–0  | 1–1  | 3–1   | 3–0  | 2–0   | 7–0  | 5–0  |      | 2–1  |
| Wick Academy         | 0–1  | 2–0  | 3–2  | 1–1  | 3–2  | 1–2  | 4–3  | 3–0  | 3–2  | 4–0  | 3–6  | 4–0   | 4–0  | 0–1   | 7–1  | 3–0  | 3–4  |      |

Nguồn: highlandfootballleague.com
1 ^ Đội chủ nhà được liệt kê ở cột bên tay trái.
Màu sắc: Xanh = Chủ nhà thắng; Vàng = Hòa; Đỏ = Đội khách thắng.

## Play-off Thăng hạng
Là đội vô địch, Brora Rangers thi đấu với đội vô địch của Lowland Football League, Edinburgh City trong 2 lượt đi và về. Brora thắng trong loạt sút luân lưu, và vào trận chung kết đấu với đội cuối bảng Scottish League Two, Montrose. Montrose thắng 3-2 sau 2 lượt, vì vậy Brora Rangers ở lại Highland League thi đấu mùa giải 2015-16.